# Голованова, Наталия Евгеньевна
Ната́лия Евге́ньевна Голова́нова (в девичестве — Кото́вщикова; род. 5 апреля 1942 года) — советский и российский режиссёр-мультипликатор, сценарист. Член Союза кинематографистов России.

## Биография
Родилась 5 апреля 1942 года в Свердловске.
В 1968 году окончила режиссёрский факультет ВГИКа. С 1967 по 2002 год работала на киностудии «Союзмультфильм», сначала — в качестве ассистента режиссёра («Синяя птица», «Балерина на корабле»). Работала также на студиях «Таджикфильм» и ФГУП «Киностудия „Союзмультфильм“». Сотрудничала с художниками М. С. Жеребчевским, В. Н. Зуйковым и другими. Разработала технику так называемой «витражной перекладки» (специальный способ освещения, съёмки и изготовления перекладок), применила замену детализированного фона движущимися целлулоидными накладками.
В 1990—1996 годах была председателем правления АП «Киностудия „Союзмультфильм“». Учредитель РОО «Объединение „Союзмультфильм“».
Пишет художественную прозу и публицистику.

## Призы и награды
- Благодарность Министерства культуры Российской Федерации (2 декабря 2011 года) — за большой вклад в российскую анимацию, многолетнюю плодотворную работу и в связи со 100-летием мультипликационного кино[1]
- Приз на XIV МКФ для детей и юношества в Хихоне (Испания, 1976 год) за «Лиса и медведь».

## Фильмография
Режиссёр-ассистент
- 1970 «Синяя птица»[2]

Режиссёр
- 1974 «Шёл трамвай десятый номер…»
- 1975 «Лиса и медведь»
- 1977 «Жихарка»
- 1978 «Пойга и лиса»
- 1979 «Огневушка-поскакушка»
- 1980 «Девочка и медведь»
- 1981 «Зимовье зверей»
- 1982 «Великан-эгоист»
- 1984 «Горшочек каши»
- 1985 «Миссис Уксус и мистер Уксус»
- 1986 «Мальчик как мальчик»
- 1988 «Кот и клоун»
- 1990 «Барашек» («Весёлая карусель» № 20)
- 1990 «Солдат и чёрт»
- 1991 «Иванушко»
- 1994 «Земляника под снегом»
- 1995 «Три связки соломы»
- 2002 «Дочь великана»

Сценарист
- 1979 «Огневушка-поскакушка»
- 1994 «Земляника под снегом»
- 1995 «Три связки соломы»
- 2002 «Дочь великана»